# Ariel Pink
Ariel Pink, rodným jménem Ariel Marcus Rosenberg, (* 24. června 1978 Los Angeles) je americký zpěvák, kytarista, multiinstrumentalista a hudební producent. Jeho otec, který pocházel z mexické židovské rodiny, byl gastroenterologem. S jeho matkou se rozvedl, když byly Arielovi dva roky. Studoval na CalArts. Později vydal několik alb vlastním nákladem. Později podepsal smlouvu se společností 4AD a roku 2010 vydal album Before Today. Následovala další alba. Roku 2014 vystoupil na benefičním koncertu pro hudebníka Josha Schwartze, který trpěl ALS.

## Diskografie
- Underground (1999)
- The Doldrums (2000)
- Scared Famous (2001)
- Fast Forward (2001)
- House Arrest (2002)
- Lover Boy (2002)
- Worn Copy (2003)
- Before Today (2010)
- Mature Themes (2012)
- Ku Klux Glam (2012) – s R. Steviem Moorem
- Pom Pom (2014)
- Dedicated to Bobby Jameson (2017)